# Rachid Benomari
Rachid Benomari est un djihadiste français condamné pour "avoir participé à des actes de groupes terroristes en qualité de dirigeant" par un tribunal de Bruxelles. 
Parti en 2010 combattre en Somalie, il aurait participé à des combats aux côtés des milices Al-Shabaab et reconnaît une trentaine de victimes. En fuite vers le Kenya, il est arrêté à la frontière en juillet 2013. Après un an d'incarcération, il est extradé vers la Belgique.
En octobre 2014, il est condamné à 18 ans de prison après avoir été condamné initialement à 20 ans quelques mois plutôt en son absence, pour "avoir participé à des actes de groupes terroristes en qualité de dirigeant" essentiellement en Somalie et avoir animé une filière de recrutement de djihadiste en Belgique.